# Pietro Aaron
Pour les articles homonymes, voir Aaron.
Pietro Aaron ou Pietro Aron (né v. 1489 à Florence et mort à Venise, Florence ou Bergame  en 1545 ou 1550) est un religieux italien et un théoricien de la musique de la Renaissance. Considéré comme le plus important des théoriciens qui précèdent Glarean.

## Biographie
Frère de l'Ordre de Malte, il vit à Imola, où il est chantre puis maître de chapelle à partir de 1521.  Chanoine de la cathédrale de Rimini dès 1523, il devient maestro di casa dans une maison vénitienne en parallèle en 1525. Pietro Aaron entre dans les ordres en 1536, dans l'ordre de Jérusalem, pour s'établir successivement à Bergame, Padoue et Venise.
On a de lui divers ouvrages sur la théorie musicale de son temps, parmi lesquels on cite Il Toscanello della Musica, Venise, 1523.

## Style
Esprit lucide, résolument moderne, il abandonne le latin pour la langue vulgaire comme ses modèles contemporains Josquin des Prés, Jean Mouton, Pierre de La Rue, Loyset Compère... et cite des compositeurs ayant abandonné la méthode par addition successive des voix (dans l'ordre : cantus, ténor, basse, alto) au profit de l'écriture simultanée ou verticale. Il préconise la notation écrite des accidents de la "musica ficta" et s'attache à l'analyse modale de la polyphonie (à partir du ténor). 

## Écrits
- Libri tres de institutione harmonica, Bologne, 1516 (édition en fac-similé, Kassel, BV, 1970)
- Toscanello in musica, Venise, 1523 quatre rééditions de 1525 à 1562
- Trattato della natura e Cognitione di tutti gli tuoni di canto figurato, Venise, 1525 (édition en fac-similé, Utrecht, Joachimstnal 1966)
- Lucidario in musica di alcune opinione antiche e moderne, Venise, 1545
- Compendiolo di molti dubbi, segreti, et sentenze intorno al canto fermo et figurato, Milan, posthume